# 中川橋 (愛知県)

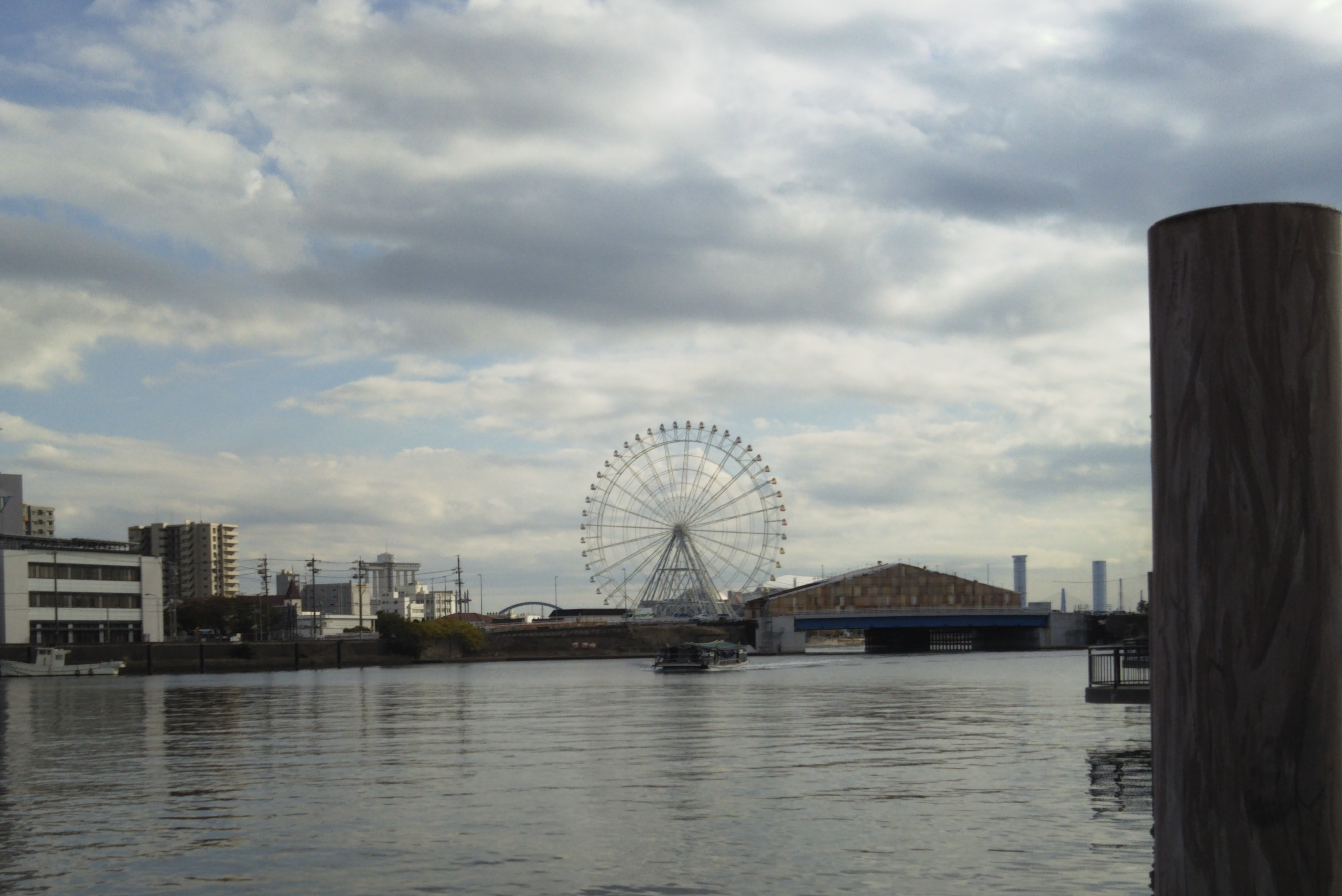
塗装工事中の中川橋（2018年（平成30年）11月3日）

中川橋（なかがわばし）は、愛知県名古屋市港区の中川運河に架かる名古屋市道金城埠頭線（金城ふ頭線）の橋である。
中川運河の橋の中で一番南に位置する。

## 概要
中川橋は第二次世界大戦前の1930年（昭和5年）に中川運河開通と同時に架橋された重量600tの鋼製下路式ブレースドリブタイドアーチ形式の橋梁で、大阪鉄工所（現在の日立造船）によって施工された。名古屋市内では珍しい形式の橋梁で、同橋ほど古い橋は国内でも現存数が少なく貴重である。大正時代に内務省が制定した「道路構造に関する細則案」に基づき設計されたもので、寸法単位がフィート・インチでリベット接合されているなど、当時の設計思想や技術をそのまま残しており、土木学会の歴史的鋼橋に登録してされている。
特徴的な外観と朱色の塗装によって、長年にわたり地域からランドマーク的な存在として親しまれている。
また、1971年（昭和46年）12月1日に名古屋市電築港線が廃止されるまでは、路面電車が橋上を走行していた。
2011年（平成23年）から名古屋市緑政土木局により改築工事が行われている（後述）。
2022年（令和4年）9月に土木学会選奨土木遺産に認定された。

## 改築工事
架橋から80年以上経過し、老朽化が進行したため2011年（平成23年）より地震対策のための耐震化や道路拡幅などの一環としてアーチ橋部分を再利用して橋梁改築工事が実施されることになった。
前述の通り長年にわたり地域から親しまれ、土木学会の歴史的鋼橋にも選定されている非常に価値の高い橋であり、調査の結果、アーチ橋の鋼床版部ついては非破壊検査を実施したところ疲労亀裂が一定割合認められたため対策として鋼床版を全面的に取り替えることになった一方で、主構造であるアーチ部は多少の腐食は認められたものの、大半についてはブラスト処理で対応できる状態であり、当て板補修まで必要な部分は限られており、良好な状態が維持されていて問題は少なかったため、市のシンボル的な橋として塗装や一部の補修などを行い、ほぼそのままの形を残して改築することになった。
工事は仮橋を設置した後、既存のアーチ橋を再利用するため、まず600tのアーチ橋を「横取り工法」によって老朽化した既設のコンクリート橋台から37m北の仮説橋脚に移動して仮置きしている間に橋の基礎となる橋台を造り変え、最後にアーチ橋を元に戻すという複雑な工程で進められた。
横取り工法とは、橋をスライドジャッキでジャッキアップし、既設橋台と仮設橋脚の間に設置したH形鋼のレールの上をスライドジャッキで支えた状態で水平ジャッキのアームを伸張して横に移動させるのを繰り返して仮設橋脚まで移動し仮固定する工法である。
アーチ橋を元に戻す際には台船に乗せた橋桁を、潮の干満を利用して橋台に据え付ける台船一括架設工法が用いられた。この工事は2018年（平成30年）2月に行われ、これにより橋梁躯体が概成した。
また、2018年（平成30年）から2019年（令和元年）にかけて鮮やかな朱色に塗装された。
アーチ橋部分のみでは道路幅が狭いため、都市計画道路梅ノ木線金城ふ頭方面に設置。新たに築地口方面に幅12.5mの橋桁を架設し、計約30mとなるように整備した。その後は護岸工事、橋面・取付道路舗装等の工事、仮橋の撤去作業や歩車道の舗装等の整備工事、新設橋の床版工事などが行われ、当初の工事完成予定時期は2020年（令和2年）度末の予定であった。
2019年（令和元年）7月24日よりアーチ橋部の通行が可能となった。
2021年（令和3年）8月現在、工事は大詰めの段階を迎えている。
総事業費は約37億円で、施工は下部工事を淺沼組、不動テトラ、不動テトラ・二友JV、上部工事のうち現橋移設工事及び鋼床版取替工事を佐藤鉄工、鋼桁製作架設工事をIHIインフラシステム、橋面工事を加藤建設、床版工事及び橋面工事をフルタ工業が行った。